# Amphicnaeia lyctoides
Amphicnaeia lyctoides là một loài bọ cánh cứng trong họ Cerambycidae.